# Ctenotus mastigura
Espèce
Ctenotus mastigura est une espèce de sauriens de la famille des Scincidae.

## Répartition
Cette espèce est endémique de la région de Kimberley en Australie-Occidentale en Australie.

## Taxinomie
Ctenotus mastigura burbidgei Storr, 1975 a été élevée au rang d’espèce.

## Publication originale
- Storr, 1975 : The genus Ctenotus (Lacertilia: Scincidae) in the Kimberley and North-west Divisions of Western Australia. Records of the Western Australian Museum, vol. 3, no 3, p. 209-243 (texte intégral).